# Amauronematus neglectus
Amauronematus neglectus är en stekelart som först beskrevs av William Forsell Kirby 1882.  Amauronematus neglectus ingår i släktet Amauronematus, och familjen bladsteklar. Arten är reproducerande i Sverige.